# Kotlina Górnonitrzańska

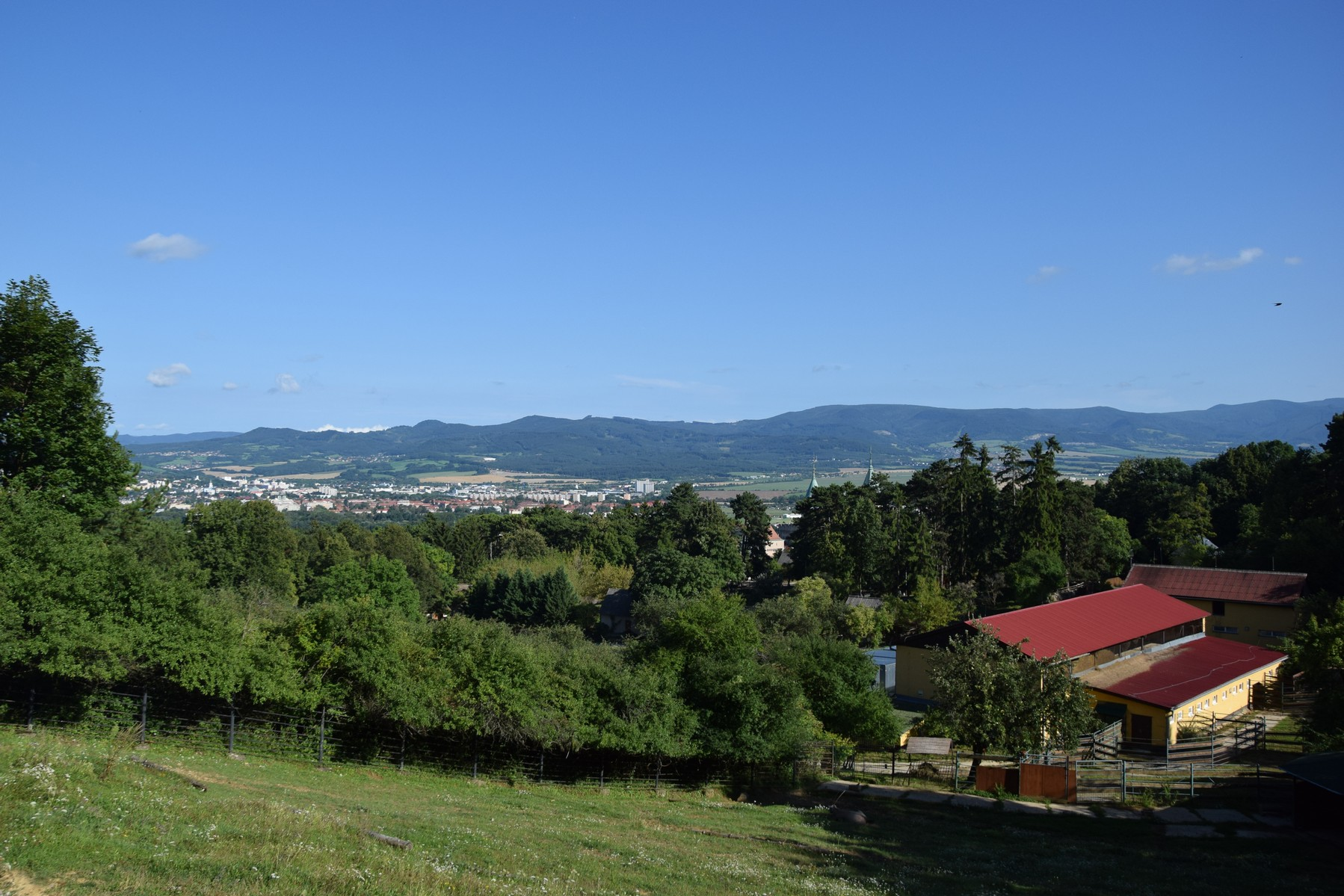
Kotlina Górnonitrzańska: miasto Prievidza, w głębi pasmo gór Ptacznik

Kotlina Górnonitrzańska (słow. Hornonitrianska kotlina; (514.62)) – niezbyt rozległa kotlina śródgórska w Centralnych Karpatach Zachodnich, region fizycznogeograficzny w zachodniej Słowacji.

## Położenie i otoczenie
Kotlina Górnonitrzańska wchodzi w skład ciągnącego się z południowego zachodu na północny wschód rozległego Obniżenia Nitrzańsko-Turczańskiego. 
Osią głównego ciągu kotliny jest rzeka Nitra powyżej miasta Partizánske. 
Od zachodu ograniczają kotlinę Góry Strażowskie, od północy Mała Fatra (część Luczańska) i góry Żar, od wschodu góry Ptacznik, od południa góry Trybecz.
W skład Kotliny Górnonitrzańskiej wchodzi również położona na wschód od jej głównej części i oddzielona niskim pasemkiem Čausianskiej hory (490 m n.p.m.) mniejsza Kotlina Handlovska, której oś wytycza lewobrzeżny dopływ Nitry – Handlovka. Kotlinę tę ogranicza od zachodu północna część gór Ptacznik, od północy góry Żar, zaś od wschodu Góry Kremnickie.
Najniżej położonym miejscem kotliny jest dolina Nitry w Partizánskiem (190 m n.p.m.), najwyżej położonym – jej północny kraniec w rejonie Kľačna (400–450 m n.p.m.).

## Geologia i morfologia
Podobnie jak całe Obniżenie Nitrzańsko-Turczańskie Kotlina Górnonitrzańska jest tworem pochodzenia tektonicznego. Jej wypełnienie tworzą po części zlepieńce, piaskowce i brekcje pochodzące z eocenu, a po części morskie osady wieku dolnomioceńskiego (żwiry, piaski, zlepieńce i łupki). Na południe od Prievidzy (Cigeľ), w rejonie miasta Nováky i w rejonie Handlovej występują środkowomioceńskie i górnomioceńskie warstwy węglonośne z pokładami węgla brunatnego, częściowo przykryte andezytowymi pokrywami lawowymi i wulkanicznymi produktami piroklastycznymi. Z licznymi złomami i uskokami tektonicznymi związane jest występowanie wód termalnych (Bojnice, Chalmová).

## Klimat
Tereny Kotliny Górnonitrzańskiej zaliczane są do ciepłej, a powyżej 350–400 m n.p.m. do umiarkowanie ciepłej strefy klimatycznej. Średnie temperatury stycznia wahają się w granicach od – 2,4 do – 4,2 °C, a lipca od 17 do 18 °C. Suma rocznych opadów zmienia się od ok. 650 mm w najniższych położeniach do ok. 900 mm w najwyższych częściach kotliny na północy.
Średnia temperatura roczna w Partizánskiem, najniżej (195 m n.p.m.) położonej miejscowości na południowym krańcu kotliny, wynosi 9,1 °C, a suma rocznych opadów wynosi 632 mm. Liczba dni z pokrywą śnieżną waha się od 50 do 70 i szybko rośnie wraz z wysokością n.p.m. Liczba dni z temperaturą maksymalną powyżej 25 °C wynosi od 50 do 70.

## Flora i fauna
Pierwotnie całą kotlinę pokrywały rozległe dąbrowy i lasy dębowo-grabowe, które w wyższych miejscach przechodziły w lasy bukowe. Wzdłuż większych cieków wodnych występowały lasy łęgowe, które w wyższych położeniach przechodziły w nadrzeczne olszyny. Stare osadnictwo oraz intensywna gospodarka rolna, a później przemysł wydobywczy spowodowały prawie całkowite wylesienie terenów kotliny. Większe kompleksy leśne zachowały się m.in. na wschód od Nováków (tzw. Pustý vrch na wzgórzu Dubina) oraz na północ od Lazan (tzw. Laziansky háj).

## Historia osadnictwa
Tereny kotliny były zamieszkiwane przez człowieka już w paleolicie, o czym świadczą liczne znaleziska archeologiczne m.in. z Prievidzy i sąsiednich Bojnic. Pierwszym odkrytym  stanowiskiem była Jaskinia Prepoštská w Bojnicach, położona na południowo-zachodnim skraju trawertynowej kopy pod kościołem parafialnym św. Marcina. Wśród wielkiej liczby kości dawno wyginiętych gatunków zwierząt (mamuty, nosorożce włochate, niedźwiedzie jaskiniowe i in.) znaleziono liczne kamienne, łupane narzędzia.
Kolejnym dobrze udokumentowanym znaleziskiem materiału paleontologicznego, odkrytym w 1964 r., jest kopa trawertynowa na której wznosi się bojnicki zamek. Tu w profilu grubości ok. 10 m zidentyfikowano aż 11 poziomów z narzędziami z okresu kamienia łupanego. Ich datowanie wskazuje, że teren ten był zamieszkany już przed ok. 100 000 lat (Interglacjał riss-würm).
Ostatnim stanowiskiem z udokumentowanym paleolitycznym osadnictwem są okolice Mariánskeho vŕšku w Prievidzy. Miejsce to służyło neandertalskim łowcom jako peryferyjny, tymczasowy warsztat produkcji narzędzi na bieżące potrzeby, podczas gdy lokalizacje z Bojnic stanowiły główne, zimowe centrum osadnicze. Wymienione wyżej lokalizacje należą do najstarszych punktów osadniczych w środkowej Słowacji.
Okres osadnictwa neolitycznego jest w Kotlinie Górnonitrzańskiej stosunkowo słabo udokumentowany. Przyczyną tego były m.in. pierwotne, amatorsko prowadzone badania w Jaskini Prepoštskiej, gdzie doszło do przemieszania materiału, co z kolei uniemożliwiło dokładne datowanie znacznej jego części. Wiarygodnie datowane jest znalezisko kamiennej siekiery z Hradca.
Z kilku miejsc na terenie Kotliny Górnonitrzańskiej, m.in. ze wzgórza Hrádok (662 m n.p.m.) nad wsią Kamenec pod Vtáčnikom, pochodzą znaleziska potwierdzające osadnictwo celtyckie i wczesnosłowiańskie. Wiele miejscowości, w tym i Prievidza, ma swoje początki w czasach Państwa Wielkomorawskiego. Duże słowiańskie grodzisko istniało już pod koniec XI w. w Bojnicach. W XIII w. powstało szereg osad, założonych przez poszukiwaczy rud metali przybyłych z krain niemieckich. Starsze osady, zakładane przez tutejsze rody szlacheckie, w ciągu XIV w. również zostały dosiedlone nowymi osadnikami z Niemiec. Żywioł niemiecki stanowił później aż do XX w. znaczący odsetek w wielu miejscowościach Kotliny (w 1919 r. Niemcy stanowili 50% mieszkańców Handlovej i 80% mieszkańców Nitrianskiego Pravna). W XX w. znaczący wzrost liczby mieszkańców wszystkich prawie jednostek osadniczych spowodowany był zwłaszcza rozwojem górnictwa węgla brunatnego i związanych z nim gałęzi przemysłu.

## Zagospodarowanie
Tereny Kotliny Górnonitrzańskiej są jednym z ważniejszych obszarów przemysłowych Słowacji. Koncentruje się tu przemysł wydobywczy, w którym dominuje wydobycie węgla brunatnego, a jako uzupełniające występuje wydobycie surowców skalnych. Kopalnie węgla brunatnego znajdują się na południe od Prievidzy (Cigeľ, Nováky) oraz w Handlovej. Węgiel brunatny w ogromnej większości spalany jest w miejscowej elektrowni w Novákach – drugiej co do wielkości tego typu elektrowni na Słowacji, a dużą część produkowanej energii elektrycznej konsumuje miejscowy przemysł chemiczny i metalowy.
Pola uprawne zajmują niewielką część terenu Kotliny. Znacznie większy procentowo teren zajmują łąki i pastwiska. Dużo jest nieużytków związanych z działalnością górniczą, w tym m.in. tereny zdegradowane na skutek zapadania się gruntów nad eksploatowanymi polami wydobywczymi (np. na zachód od wsi Koš).
Doliną Nitry, na całej długości Kotliny Nitrzańskij, biegnie droga krajowa nr 64 Żylina-Prievidza-Nitra-Nové Zámky, której od Nitrianskiego Pravna towarzyszy linia kolejowa.